# Laokoontova skupina
Laokoontova skupina je ena redkih poznejših primerkov helenističnega kiparstva v skupini, ki predstavlja trojanskega svečenika Laokoonta in njegova sinova v trenutku, ko se neuspešno bojujejo s Pozejdonovo morsko kačo.

## Opis
Cikcak gibi in napetost človeških teles uokvirja kača, ki se ovija okoli njih. Skulptura v gibanju je v duhu helenističnega okusa za nasilnimi prizori. Mojstrovina je izredna umetnina; kompozicija te prosto stoječe skupine je piramidalna in izdelana za gledanje samo od spredaj.
Smrt Laokoonta in njegovih sinov v objemu kače so pokazali umetniki z bogastvom gibov brez izrazite reliefne globine; taka zadržanost je ustrezala Avgustovemu idealu. Tako je tudi reševanje drugega Laokoontovega sina bolj naznačeno z njegovim položajem kot z dejanji. 
Kot kiparje Plinij Starejši v svojem delu Naravoslovje (Naturalis Historia) navaja Agezandra, Polidorja in Atenodorja z Rodosa. 
Laokoontova smrt in razdejanje Troje sta pomembna dogodka v mitološki zgodbi o utemeljitvi Rima; pesnik Vergil ju opisuje v Eneidi, ki je nastala nekako v istem času kot ta skulptura.

## Zgodovina
Skupino so našli 14. januarja 1506 med oranjem v vinogradu Felice de Fredisa na griču Oppio, nedaleč od Neronove vile Domus Aurea. Po letopisih iz tistega časa sta pri izkopavanju te skupine monumentalnih razmerij sodelovala Michelangelo in arhitekt Sangallo,  poslal ju je velik ljubitelj antične umetnosti, sam papež Julij II., da ocenita vrednost odkritja. Sangallu je samo deloma izkopano skulpturo uspelo pravilno označiti. Poznal je namreč Plinijev spis, v katerem je omenil, da je videl to skupino v palači rimskega cesarja Tita (79–81 po n. št.). Plinij je tudi navedel, da je ta skupina delo treh kiparjev z Rodosa; Agesandra, Polidorja in Atenodorja. Po najnovejših spoznanjih je Agezander konec 1. stoletja pr. n. št. skupaj s sinovoma Polidorjem in Atenodorjem vodil uspešno delavnico, v kateri so po večini izdelovali posnetke tedanjih slavnih del za bogate naročnike. V tistem času, ko so vse izdelovali ročno, kopije niso bile na slabem glasu niti niso bile poceni. Zato predpostavljajo, da je tudi ta skupina le posnetek starejšega dela; izvirnik je bil najbrž bronast odlitek.

## Obnova
Ko je bil kip odkrit, so manjkali Laokoontova desna roka skupaj z delom roke enega otroka in desne roke drugega ter različni deli kač. Starejši sin je bil na desni strani ločen od drugih dveh figur. Starost oltarja, ki je bil uporabljen kot sedež, je še vedno negotova. Umetniki in poznavalci so razpravljali o tem, kako je treba razlagati manjkajoče dele. Michelangelo je menil, da je bila manjkajoča desna roka prvotno upognjena nazaj nad ramo. Drugi pa so menili, da je bila stegnjena nazaj kot junaška gesta.
Po mnenju Vasarija je okoli leta 1510 Bramante, papežev arhitekt, organiziral neuradno tekmovanje kiparjev, da bi nadomestili desno roko. Ocenil jih je Rafael in zmagal je Jacopo Sansovino. Zmagovalna roka v iztegnjenem položaju, uporabljena pri kopijah, ni bila dodana prvotni skupini, ki je ostala taka, kot je bila do leta 1532, ko je Giovanni Antonio Montorsoli, Michelangelov učenec, dodal še bolj ravno različico iztegnjene roke Laokoonta, ki je ostala do sodobnega časa. Leta 1725–27 je Agostino Cornacchini dodal del mlajšemu sinu in po letu 1816 je Antonio Canova po vrnitvi iz Pariza, uredil skupino, ne da bi se prepričal o pravilnosti dodatkov, a se je želel izogniti spornosti.
Leta 1906 je Ludwig Pollak, arheolog, umetniški prodajalec in direktor Barraccovega muzeja, odkril fragment marmorne roke na gradbišču v Rimu, blizu najdišča  skupine. Opazil je slogovno podobnost skupine Laokoonta in jo je predstavil Vatikanskim muzejem: pol stoletja je ostal v njihovih skladiščih. Leta 1957 je muzej odločil, da je ta roka, kot je menil Michelangelo, prvotno pripadala Laokoontu in so jo nadomestili. Mnenje Paola Liveranija: "Neverjetno, kljub pomanjkanju kritičnega dela je bila povezava med trupom in roko zagotovljena s svedrom na enem kosu, ki je bil popolnoma drugačen z ustrezno luknjo."
V osemdesetih letih 20. stoletja je bil kip razstavljen in ponovno sestavljen, ponovno z vgrajeno Pollakovo roko. Odstranjeni deli otroških rok in dlani so bili odstranjeni. Med razstavljanjem je bilo mogoče opaziti prelome, potaknjence, kovinske kape in luknje za zatikanje, kar je nakazovalo, da se je v antiki uporabljala bolj kompaktna, tridimenzionalna piramidalna skupina treh figur ali vsaj bila nameravana. Bolj odprta, načrtovana kompozicija vzdolž ravnine, uporabljena pri obnovi skupine, je bila razlagana kot "očitno posledica serijskih predelav rimskega imperija, pa tudi renesanse in sodobnih obrtnikov".

## Slikovna zbirka
- Kip s strani
- Laokoont
- Glava enega od sinov
- Roka, kot je danes
- Glava starejšega sina, Antifanta
- Kip z druge strani
- Blakova tiskovina Laokoonta 1820
- Tizianova parodija na Laokoontovo skupino kot na skupino opic